# Hebrew Orphan Asylum of New York

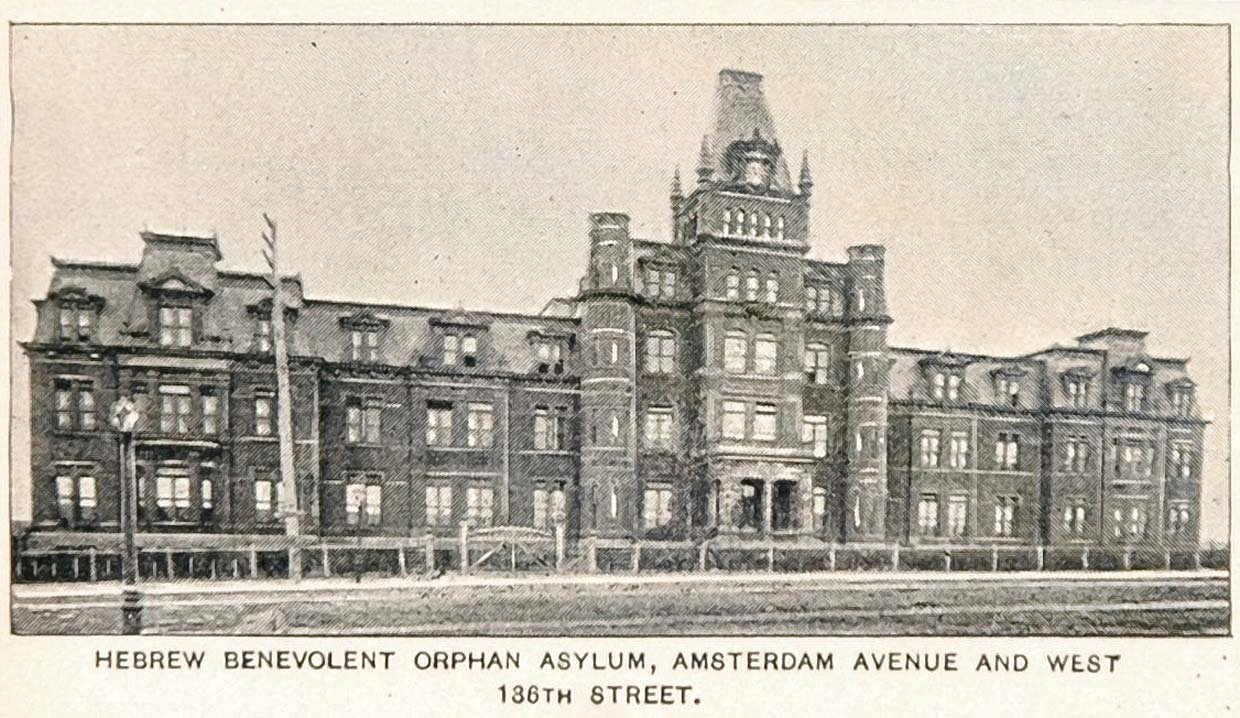
Hebrew Orphan Asylum of New York (1893), Amsterdam Avenue zwischen 136th und 138th Streets. Wurde später vom City College genutzt, bevor es abgerissen wurde. Heute befindet sich dort der Jacob H. Schiff Spielplatz.

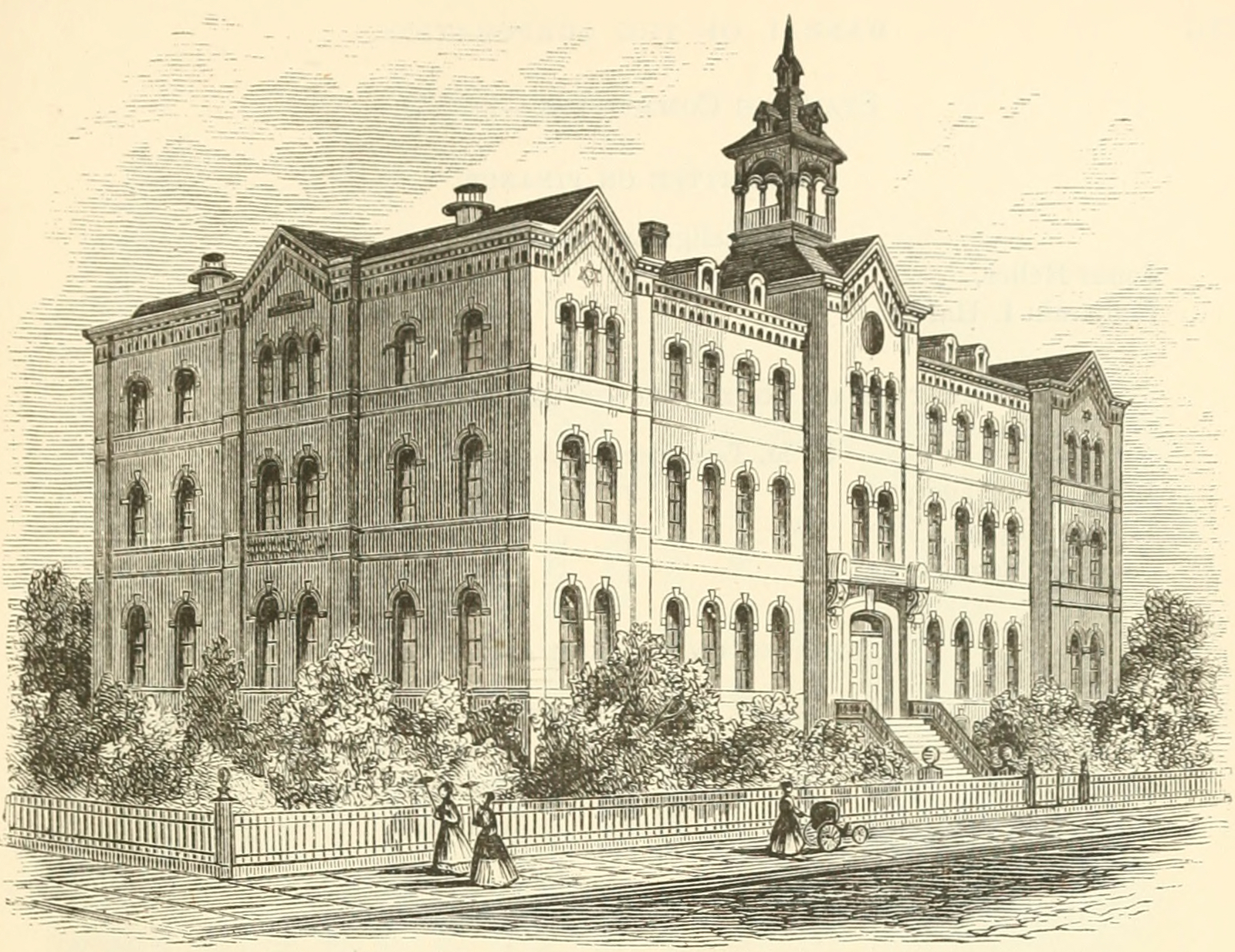
Holzschnitt des Hebrew Benevolent and Orphan Asylum Society of the City of New York, an der Südseite der 77th Street, westlich der Third Avenue (1870)

Das Hebrew Orphan Asylum of New York (HOA, deutsch: Hebräisches Waisenhaus New York) war ein jüdisches Waisenhaus in New York City. Es wurde 1860 von der Hebrew Benevolent Society (deutsch: Hebräische Wohltätigkeitsgesellschaft) gegründet. Es betrieb Häuser in Manhattan, Brooklyn und der Bronx. Es wurde 1941 geschlossen, nachdem pädagogische Forschungen zu dem Schluss gekommen waren, dass Kinder in Pflegefamilien oder kleinen Wohngruppen besser aufwachsen können als in großen Einrichtungen. Die Nachfolgeorganisation ist die JCCA, früher Jewish Child Care Association genannt.

## Geschichte
1822 wurde die Hebrew Benevolent Society von sephardischen und aschkenasischen Juden gegründet, um sich um jüdische Waisenkinder zu kümmern. Konflikte zwischen den beiden Gruppen verzögerten jedoch die Einrichtung eines Waisenhauses um fast vierzig Jahre. Im Jahr 1858 veranlasste die Entführung von Edgardo Mortara im Vatikan die Gruppe zur Gründung eines Waisenhauses. Im Dezember 1858 wurde ein Benefiz-Dinner veranstaltet, bei dem 10.000 Dollar gesammelt wurden. Bei diesem Abendessen kam es zu einem Konflikt zwischen Reformierten und Orthodoxen wegen des Tragens von Kippas, der zu einer "Schlägerei im Stil von Tammany" führte. Nichtjuden, die an dem Abendessen teilnahmen, darunter auch Oberbürgermeister Daniel Tiemann, griffen ein und beendeten die Schlägerei. Die Praxis der jährlichen Benefiz-Dinner wurde eingestellt, aber die Hebrew Benevolent Society gründete ein Waisenhaus, das 1860 in einem gemieteten dreistöckigen Backsteinhaus am Lamartine Place (heute West 29th Street) in Chelsea mit mehreren Dutzend Jungen und Mädchen eröffnet wurde. An jedem Feiertag wurden die Kinder in eine andere Synagoge gebracht, um die verschiedenen Richtungen des Judentums der Trägerorganisationen zu beschwichtigen.
Während der Draft Riots kam der Mob genau in die Straße, in der sich das Waisenhaus befand, griff es aber nicht an, anders als das Colored Orphan Asylum. Im November 1863 zog das Waisenhaus in ein eigens gebautes Haus in der East 77th Street in der Nähe der Third Avenue um. Im Waisenhaus wurden die Mädchen in häuslichen Fertigkeiten unterrichtet, während die Jungen in Schuhmacherei und Druckerei unterrichtet wurden; in der Druckerei des Waisenhauses wurde die Zeitschrift Young Israel herausgegeben, zu der Horatio Alger einen Fortsetzungsroman beisteuerte. 1874 benannte sich die Organisation in Hebrew Benefit Society and Orphan Asylum um und erklärte sich bereit, für jedes Waisenkind 110 Dollar pro Jahr an öffentlichen Geldern als Spende zu akzeptieren.
Im Jahr 1878 war das Waisenhaus an den Rand seiner Aufnahmekapazitäten gekommen und nahm nur noch Kinder aus Manhattan auf. Dies führte zur Gründung des "Hebrew Orphan Asylum of the City of Brooklyn".
Zwischen 1860 und 1919 wurden etwa 13.500 Kinder in das Heim aufgenommen. Nur wenige Kinder wurden jedoch adoptiert, da es sich bei den meisten um Halbwaisen handelte, d. h. um Mitglieder einer Familie, die von einem Elternteil (in der Regel dem Vater) verlassen worden war und für die der überlebende Elternteil nicht aufkommen konnte. Die Anstalt wurde faktisch als Internat genutzt.
1884 errichtete die Hebrew Benevolent Society an der Amsterdam Avenue, zwischen der 136. und 138. Straße, ein großes Gebäude im Stil der Neorenaissance, das von William H. Hume entworfen wurde. Das Gebäude kostete 750.000 Dollar (einschließlich des Grundstücks) und 60.000 Dollar jährliche Betriebskosten. Das Gebäude hatte eine Kapazität von 1.755 Kindern und war so autark, dass es eine Woche lang allein überleben konnte, nachdem es während des Schneesturms von 1888 vom Stromnetz abgeschnitten war. Nach einem Ausbruch von Ruhr im Jahr 1898, der durch Verunreinigungen in der Wasserversorgung der Stadt verursacht wurde und sieben Kinder das Leben kostete, installierte das Gebäude ein eigenes Wasserfiltersystem. Während der Grippepandemie von 1918 starb kein einziges Kind im Waisenhaus.
Im Jahr 1915 wurde der Child Welfare Act verabschiedet, der Witwen eine Beihilfe gewährte. Innerhalb von zwei Jahren schrumpfte die Zahl der Waisenkinder in der Stadt um 3.000 Kinder, da die Frauen nun in der Lage waren, für ihre Kinder zu sorgen. Bis 1920 verlor das Waisenhaus seine Vormachtstellung als jüdisches Waisenhaus in New York an die Pleasantville Cottage School (gegründet 1912), die im Gegensatz zum Hebrew Orphan Asylum kein großes institutionelles Gebäude war, sondern eine Gruppe von Häusern in einer ländlichen Gegend. Das Hebrew Orphan Asylum beschloss, das Cottage-System auf einem Grundstück in der Bronx nachzuahmen. Das Geld dafür sollte durch den Verkauf des Waisenhauses an die Yankees aufgebracht werden, die das Land für den Bau eines Konkurrenzstadions zu den Polo Grounds benötigten. Dieses Geschäft scheiterte, die Yankees bauten stattdessen ein Stadion in der Bronx, und das Hebrew Orphan Asylum wurde 1941 geschlossen. In den 1930'er Jahren trugen die NewYork Black Yankees, ein Team der Negro Leagues seine Heimspiele auf dem Sportplatz des Hebrew Orphan Asylum aus.
Nach der Schließung des Hebrew Orphan Asylum im Jahr 1941 wurde das Gebäude vom City College als Unterkunft für Angehörige der US-Streitkräfte genutzt, die dem Army Specialized Training Program (ASTP) angehörten. Von 1946 bis 1955 wurde es als Schlafsaal, Bibliothek und Unterrichtsraum für das College genutzt. Es wurde Army Hall genannt, bis es 1955–56 vom New York City Department of Parks abgerissen wurde, das es durch den Jacob H. Schiff Playground ersetzte.